# Porpoise-Canyon
Koordinaten: 64° 20′ S, 131° 0′ O
Der Porpoise-Canyon ist ein Tiefseegraben vor der Clarie-Küste des ostantarktischen Wilkeslands.
Benannt ist er in Anlehnung an die Benennung der benachbarten Porpoise Bay. Deren Namensgeber ist die Porpoise, eines der Schiffe seiner United States Exploring Expedition (1838–1842) unter der Leitung von Charles Wilkes. Die Benennung des Tiefseegrabens ist seit Juli 1999 vom Advisory Committee on Undersea Features (ACUF) anerkannt.